# Colle San Magno
Colle San Magno é uma comuna italiana da região do Lácio, província de Frosinone, com cerca de 819 habitantes. Estende-se por uma área de 44 km², tendo uma densidade populacional de 19 hab/km². Faz fronteira com Casalattico, Castrocielo, Piedimonte San Germano, Roccasecca, Santopadre, Terelle.

## Demografia
| Variação demográfica do município entre 1861 e 2011                               |
|                                                                                   |
| Fonte: Istituto Nazionale di Statistica (ISTAT) - Elaboração gráfica da Wikipedia |